# Osterley (stanice metra v Londýně)
Osterley je stanice metra v Londýně, otevřená 25. března 1934. Nahradila nedalekou původní stanici Osterley & Spring Grove, otevřenou 1. května 1883, v letech 1903 – 1905 elektrifikovanou.
Autobusové spojení zajišťuje linka H91. Stanice se nachází v tarifní zóně 4 a leží na lince:
- Piccadilly Line mezi stanicemi Hounslow East a Boston Manor.

V minulosti (1934 – 1964) stanice ležela na lince District Line.
| Rok  | Počet cestujících |
| ---- | ----------------- |
| 2011 | 2,15 mil          |
| 2012 | 2,19 mil          |
| 2013 | 2,32 mil          |
| 2014 | 2,46 mil          |